# Sprzęganie Sonogashiry
Sprzęganie Sonogashiry – reakcja chemiczna sprzęgania terminalnych alkinów z halogenkami winylowymi lub arylowymi katalizowana kompleksem fosfino-palladowym oraz solą miedzi w środowisku zasadowym zapewnianym zwykle przez rozpuszczalnik aminowy.
Reakcja została odkryta w 1975 roku przez chemików japońskiego pochodzenia: Kenkichiego Sonogashirę oraz Nobuego Hagiharę.

## Mechanizm
W zaproponowanym mechanizmie reakcji występują 2 cykle katalityczne: palladowy oraz miedziowy.

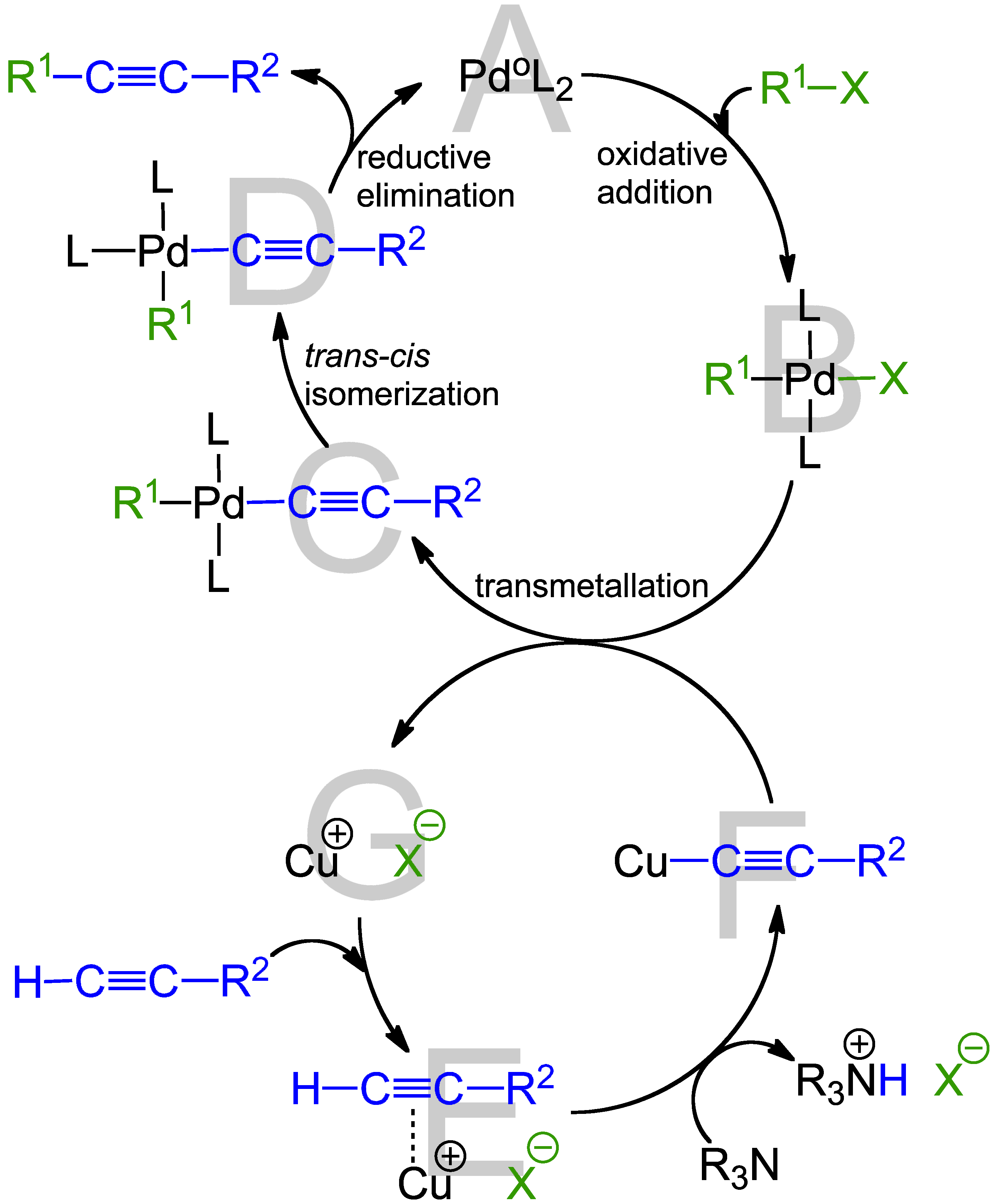
Mechanizm reakcji sprzęgania Sonogashiry

### Cykl palladowy
Aktywny 14-elektronowy kompleks palladu Pd(0)L2 A w wyniku addycji oksydatywnej z halogenkiem alkilowym tworzy kompleks Pd(II) B, który ulega transmetalowaniu z acetylenkiem miedzi F, powstałym w cyklu miedziowym. Ligandy w utworzonym kompleksie zorientowane w pozycji trans izomeryzują do formy cis D. Tak zorientowany kompleks uwalnia cząsteczkę produktu w procesie reduktywnej eliminacji, odtwarzając jednocześnie kompleks katalizatora A.

### Cykl miedziowy
Głównym ograniczeniem reakcji jest deprotonacja terminalnego alkinu. Użyta amina zwykle nie jest na tyle mocna. Dzięki obecności soli miedzi, tworzy się kompleks π-alkinowy E, który łatwo ulega reakcji z aminą. Powstały wówczas związek miedzioorganiczny F reaguje z kompleksem palladu C. W wyniku reakcji transmetalowania odtwarzana jest sól miedzi G, co zamyka cykl katalityczny.
Acetylenek miedzi F w konkurencyjnej reakcji tworzy z Pd(0)L2 kompleks dialkino-PdL2, który ulegając reduktywnej eliminacji uwalnia diacetylen jako produkt uboczny. Reakcja sprzęgania grup acetylenowych wobec soli miedzi znana jest jako sprzęganie Glasera.
Istnieje możliwość przeprowadzenia sprzęgania Sonogashiry bez soli miedzi z pominięciem cyklu miedziowego. Mechanizm takiej reakcji jest jednak słabo poznany.

## Katalizatory
Zwykle potrzebne są dwa katalizatory: kompleks palladu oraz sól miedzi(I). Spośród katalizatorów fosfinowych zwykle stosuje się kompleksy tetrakis(trifenylofosfino)palladu(0). Można także posłużyć się mieszaniną trifenylofosfiny z chlorkiem (trifenylofosfino)palladu(II). Jako katalizator miedziowy najczęściej używa się jodku miedzi(I) lub chlorku miedzi(I).

## Warunki reakcji
Reakcja wymaga środowiska zasadowego, które neutralizuje kwaśny halogenowodór – jeden z produktów ubocznych reakcji. Środowisko alkaliczne zapewnia zwykle użyta amina, pełniąca rolę jednocześnie rozpuszczalnika, jak i odczynnika deprotonującego. Najczęściej w tym celu stosuje się trietyloaminę, dietyloaminę lub N,N-diizopropyloetyloaminę, rzadziej pirolidynę czy piperydynę. Jako rozpuszczalnik może również służyć DMF, THF, DMSO lub eter dietylowy, wówczas odczyn zasadowy zapewnia węglan potasu, sodu lub cezu.
Reakcję Sonogashiry przeprowadza się zwykle w warunkach beztlenowych w otoczeniu gazu obojętnego, jak azot czy argon, ze względu na niestabilność kompleksu palladu(0) wobec tlenu zawartego w powietrzu. Reakcja może zachodzić w warunkach tlenowych, jeśli prowadzi się ją przy użyciu soli fosfoniowej [(t-Bu)3PH]BF4 lub toksycznego trifenyloarsenu, które są stabilne na powietrzu.
Sprzęganie zwykle zachodzi w temperaturze pokojowej.